# Psáry
Psáry (en allemand : Psar) est une commune du district de Prague-Ouest, dans la région de Bohême-Centrale, en République tchèque. Sa population s'élevait à 4 064 habitants en 2020.

## Géographie
Psáry se trouve à 3,6 km au sud de Jesenice, à 5 km au nord-nord-est de Jílové u Prahy et à 18 km au sud-sud-est de Prague.
La commune est limitée par Jesenice au nord et au nord-est, par Sulice à l'est et au sud, par Libeř au sud-ouest et à l'ouest, et par Zlatníky-Hodkovice au nord-ouest.

## Histoire
La première mention écrite de la localité date de 1088.

## Administration
La commune se compose de deux quartiers :
- Psáry
- Dolní Jirčany

## Galerie

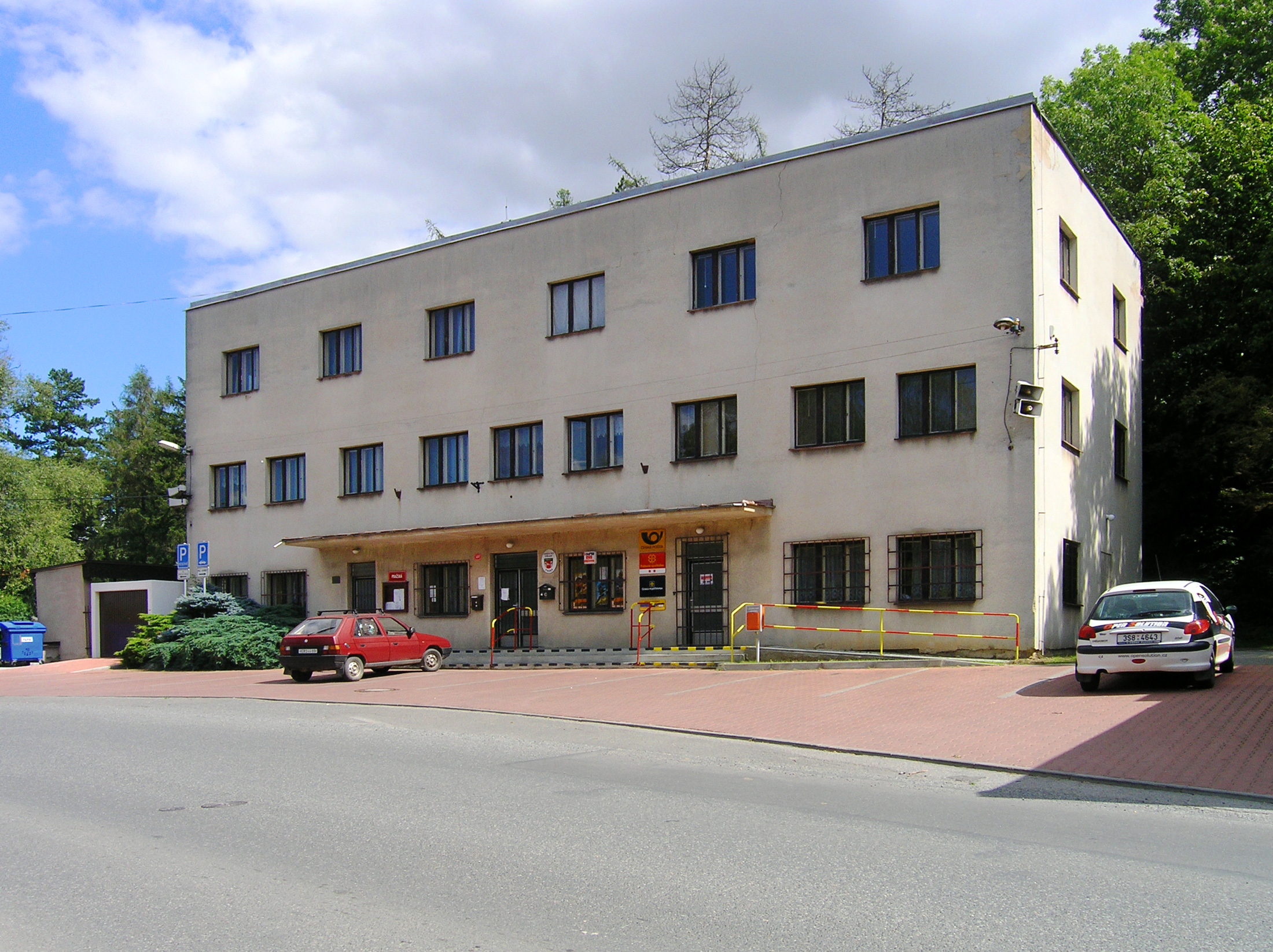
Psáry : la mairie.
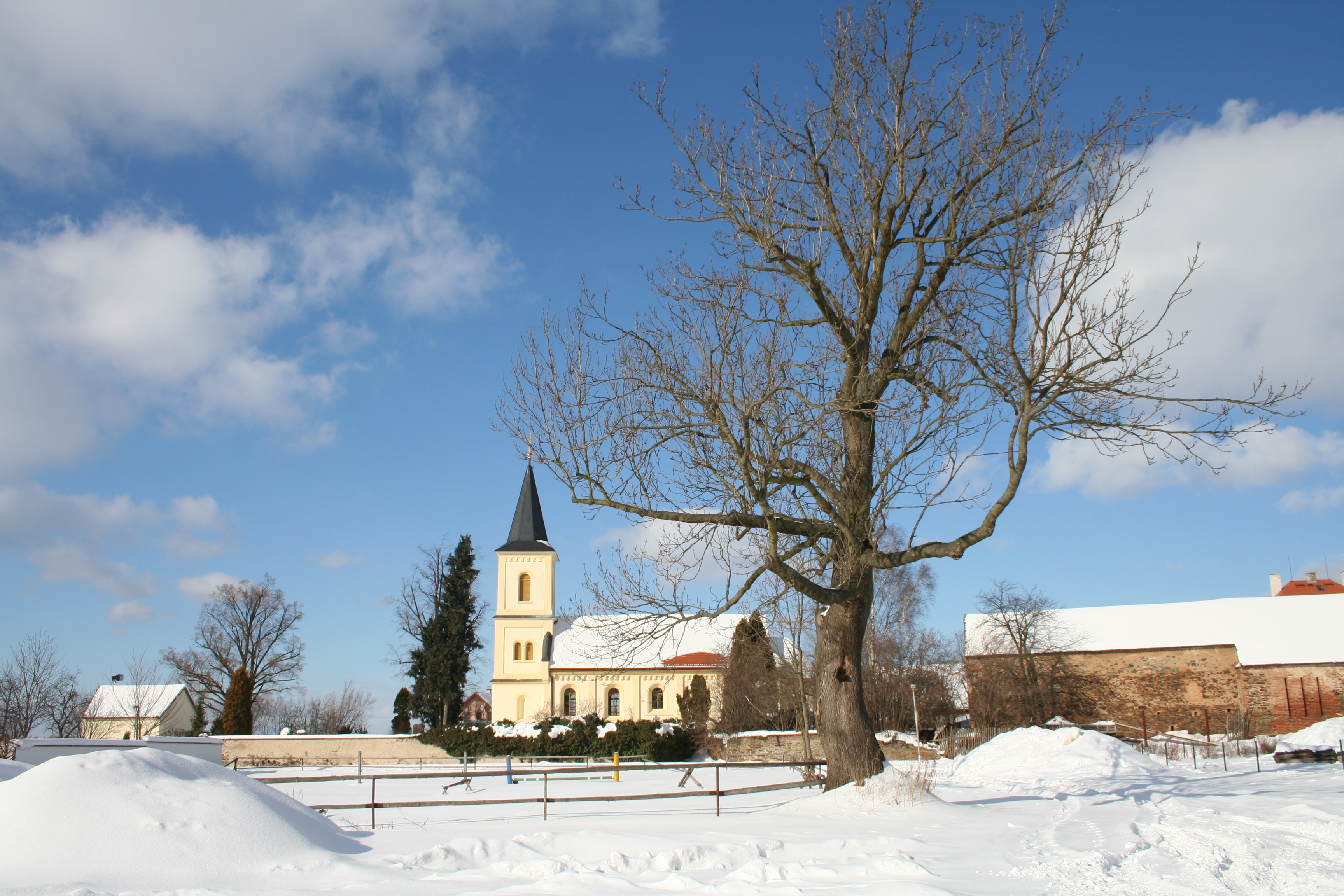
Église Saint-Venceslas à Dolní Jirčany.

## Transports
Par la route, Psáry se trouve à 5 km de Jesenice, à 6 km de Jílové u Prahy et à 27 km du centre de Prague.